# Ana Yi Puig
Ana Yi Puig Zhang, född 10 juni 1998 i Gainesville i Florida, är en amerikansk skådespelare. Hon spelar rollen som Isabella i Disney+ och Hulus  skräckkomediserie Goosebumps, som hade premiär den 13 oktober 2023.

## Filmografi (i urval)

### Film
- 2022 – Senior Year
- 2025 – Swiped

### TV-serier
- 2022 – Gossip Girl (TV-serie)
- 2023 – Goosebumps (TV-serie)